# Mrhal
Der Mrhal, früher Mrdal (deutsch Mörderteich) ist ein Stausee in Tschechien. Er liegt auf den Fluren der Gemeinden Hlincová Hora und Jivno im Okres České Budějovice. Gestaut werden der Bach Rudolfovský potok bzw. Čertík und ein namenloser Zufluss.

## Geographie
Der Teich befindet sich am Ostrand des Waldgebietes Děkan im Tal des Rudolfovský potok bzw. Čertík in der Lischauer Schwelle und ist der untere und größte einer Kaskade von sechs Teichen. Südlich bzw. südöstlich liegen entlang eines namenlosen in den Mrhal mündenden Baches die Teiche Hluboký rybník, Bahnitý rybník, Nosovský rybník, Bendík und Čekal. 
Nördlich liegt Jivno, südöstlich Vyhlídky und im Südwesten Hlincová Hora. Im Norden erhebt sich die Baba (578 m.ü.m), westlich die  Na novinách bzw. Hlincová hora (Pfaffenberg, 570,5 m.ü.m).

## Geschichte
Der Erdschüttdamm mit Lehmkern und einer Tarrasmauer an der Wasserseite wurde ab dem 14. August 1555 durch Italiener als Aufschlagwasserreservoir für das Rudolfstädter Silberbergbaurevier angelegt. Nachdem kurz nach der Fertigstellung des Teiches auf seinem Damm ein Bauer ermordet worden war, erhielt das Gewässer den Namen Mörderteich. Im Jahre 1611 wurde der Teichdamm durch das Passauische Kriegsvolk zerstört und lag danach über ein Jahrhundert trocken. Erste Pläne zur Wiederherstellung des Teiche erfolgten 1733. Realisiert wurde die Wiederherstellung des zerstörten Dammes 1771 für 21.424 Gulden durch die Stadt Budweis. Seit dieser Zeit ist der tschechische nane Mrdal nachweislich, der sich im 19. Jahrhundert in Mrhal wandelte.
Am 3. April 1958 wurde der Teich zum Kulturdenkmal erklärt. Letztmals abgelassen wurde er 1961. Der Mrhal dient heute als Bade- und Angelgewässer.